# Fransk Marokko
Fransk Marokko (arabisk: الحماية الفرنسية في المغرب, fransk: Protectorat français au Maroc) var et fransk protektorat i Marokko, etableret i henhold til Feztraktaten. Fransk Marokko omfattede ikke den nordlige del af landet, som var et spansk protektorat. Protektoratet eksisterede fra 1912, hvor det formelt blev etableret, indtil den marokkanske uafhængighed den 2. marts 1956, og bestod generelt af området i Marokko mellem Fez og Rabat og sydpå til Mogador (Essaouira). Etableringen af det franske protektorat i Marokko fulgte århundreders Fransk-marokkanske relationer.

## Baggrund
På trods af den svage sin autoritet, udmærkede Alawit-dynastiet sig i det 18. og 19. århundrede ved at opretholde Marokkos uafhængighed, mens andre stater i regionen bukket under for tyrkisk, fransk, eller britisk overherredømme. Men i den sidste del af det 19. århundrede udgjorde Marokkos svaghed og ustabilitet en kilde til europæisk intervention for at beskytte truede investeringer og kræve økonomiske indrømmelser. De første år af det 20. århundrede var vidne til en bølge af diplomatiske manøvrer, hvorigennem de europæiske magter og Frankrig især fremmede deres interesser i Nordafrika.
Fransk aktivitet i Marokko begyndte i slutningen af det 19. århundrede. Den franske regering havde i 1904 forsøgt at etablere et protektorat i Marokko og havde formået at underskrive to bilaterale hemmelige aftaler med Storbritannien (8. april 1904) og Spanien (7. oktober 1904), som sikrede støtte fra de to stormagter til denne bestræbelse. Frankrig og Spanien delte hemmeligt det område, sultanatet omfattede, og Spanien modtog koncessioner i den nordligste og den sydligste del af landet.

### Første marokkanske krise: marts 1905 - maj 1906
Den første marokkanske krise voksede ud af de kejserlige rivaliseringer mellem stormagterne, i dette tilfælde mellem Tyskland på den ene side og Frankrig, med britisk støtte, på den anden. Tyskland gjorde øjeblikkelig en diplomatisk indsats for at blokere den nye aftale fra at træde i kraft, herunder det dramatiske besøg af kejser Wilhelm II til Tanger i Marokko den 31. marts 1905. Kejser Wilhelm forsøgte at få Marokkos støtte, hvis de gik i krig med Frankrig eller Storbritannien, og indgik en tale, der udtrykkede støtte til marokkansk uafhængighed, hvilket udgjorde en provokerende udfordring til fransk indflydelse i Marokko.
I 1906 blev afholdt Algeciras-konferencen for at bilægge tvisten, og Tyskland accepterede en aftale, hvor Frankrig blev givet kontrol over det marokkanske politi, men ellers holdt sig fra kontrol af marokkanske politiske og finansielle anliggender. Selv om Algeciras-konferencen midlertidigt løste den første marokkanske krise, forværrede det kun internationale spændinger mellem Tripelalliancen og Tripelententen.
I 1911 udbrød et oprør i Marokko mod sultanen, Abdelhafid. I begyndelsen af april 1911 blev sultanen belejret i sit palads i Fez og de franske var parate til at sende tropper for at nedkæmpe oprøret under påskud af at beskytte europæiske liv og ejendom. Franskmændene sendte en flyvende kolonne i slutningen af april 1911 Tyskland gav tilladelse til besættelsen af byen. Marokkanske styrker belejrede den fransk-besatte by. Omkring en måned senere bragte de franske styrker belejringen til ophør. Den 5. juni 1911 besatte spanjolerne Larache og Ksar el-Kébir. Den 1. juli 1911 ankom den tyske kanonbåd "Panther" til havnen i Agadir. Der var en umiddelbar reaktion fra den franske og den britiske.

## Fransk protektorat
Frankrig oprettede officielt et protektorat i Marokko ved traktaten i Fez som endte hvad der var tilbage af landets tidligere de facto uafhængighed. Fra et rent juridisk synspunkt havde traktaten ikke frataget Marokko dets status som en suveræn stat. Sultanen styrede men regerede ikke. Sultan Abdelhafid abdicerede til fordel for sin broder Yusef efter underskrivelsen af traktaten. Den 17. april 1912 gjorde marokkanske infanterister mytteri mod den franske garnison i Fez i 1912-optøjerne. Marokkanere var ude af stand til at tage i byen og blev besejrede af en fransk forstærkningsstyrke. I slutningen af maj 1912 angreb marokkanske styrker igen uden held den franske garnison i Fez.
Ved oprettelsen af protektoratet over store dele af Marokko havde franskmændene bag sig erfaringen fra erobringen af Algeriet og deres protektorat i Tunesien; de tog sidstnævnte som model for deres marokkanske politik. Der var dog nogle væsentlige forskelle. For det første blev protektorat etableret kun to år før udbruddet af 1. verdenskrig, der medførte en ny holdning til kolonistyre. Afvisende den typiske franske assimilations-orienterede tilgang til kultur og uddannelse som en liberal fantasi forsøgte Marokkos konservative franske herskere at bruge byplanlægning og kolonial uddannelse til at forhindre kulturel blanding og at opretholde det traditionelle samfund, hvorpå franskmændene afhang for samarbejde.  For det andet havde Marokko en tusindårig tradition for uafhængighed; selvom det havde været stærkt påvirket af civilisation muslimske Iberia, havde det aldrig været genstand for osmannisk styre. Disse forhold og nærheden af Marokko til Spanien skabte en særlig forbindelse mellem de to lande.
Marokko var også unik blandt de nordafrikanske lande besiddende en kyst ved Atlanten, i de rettigheder, som forskellige nationer havde som følge af konferencen i Algeciras, og de privilegier, som deres diplomatiske repræsentanter havde erhvervet i Tanger. Således blev den nordlige tiendedel af landet, med både Atlanterhavets og Middelhavets kyster udelukket fra det fransk-kontrollerede område og behandledes som et spansk protektorat.
Skønt det var under protektorat, bevarede Marokko de jure sin stilling som en stat i international ret, i henhold til en international domstols verdering og forblev dermed en suveræn stat, uden diskontinuitet mellem førkoloniale og moderne enheder. [7] Faktisk nød franskmændene meget større rettigheder.
Under protektorat allierede franske tjenestemænd sig med de franske kolonister og med deres tilhængere i Frankrig for at forhindre eventuelle bevægelser i retning af marokkanske autonomi. Som pacificeringen fortsatte, fremmede den franske regering den økonomiske udvikling, især udnyttelsen af Marokkos mineralrigdomme, oprettelsen af et moderne transportsystem samt udviklingen af en moderne landbrugssektor gearet til det franske marked. Titusinder af kolonister indvandrede til Marokko og opkøbte store dele af de rige landbrugsjorder. Interessegrupper, som dannedes blandt disse elementer, pressede hele tiden Frankrig til at øge sin kontrol over Marokko.

### Lyautey og protektoratet (1912-1925)
Hubert Lyautey, den første Resident general over protektorat, var en særlig personlighed med royalistiske tilbøjeligheder, der gjorde det til sin mission at udvikle Marokko. I modsætning til sine landsmænd, mente Lyautey ikke, at Frankrig skulle annektere Marokko ligesom Fransk Algeriet, men snarere civilisere marokkanske samfund og uddanne det. Han lovede, at i denne proces, at han ville:
"ikke fornærme nogen tradition, ikke ændre nogen skik, og minde os selv om, at i alle menneskelige samfund er der en herskende klasse, født til at herske, uden hvilken intet kan gøres ... hverve den herskende klasse i vores service .... og landet vil blive pacificeret, og på langt mindre omkostninger og med større sikkerhed, end ved alle de militære ekspeditioner, vi kunne sende dertil"
Lyautey vision var ideologisk: et kraftfuld pro-fransk vestligt monarki, der ville samarbejde med Frankrig og se til Frankrig for kultur og støtte. I modsætning til i Algeriet, hvor hele adelen og regeringen blev fordrevet, samarbejdede Lyautey med den marokkanske adel ved at tilbyde dem støtte og endda bygge elitære private skoler, hvor de kunne sende deres børn (en fordel der ikke blev givet til flertallet af marokkanere). Et bemærkelsesværdigt produkt af denne skolegang var Thami El Glaoui.
Lyautey tillod sultanen til at beholde sine beføjelser: han udstedte dekreter i eget navn og segl og fik lov til at forblive den religiøse leder af Marokko. Han blev endda tilladt en al-arabisk domstol. Lyautey sagde engang:
"I Marokko er der kun én regering, sharifens regering, beskyttet af de franske"
Walter Burton Harris, en britisk journalist, der skrev udførligt om Marokko, skrev:
"I den mauriske domstol ses næppe en europæer, og for de indfødte, der ankommer til hovedstaden, er der ringe eller ingen synlig forandring i forhold til, hvad han og hans forfædre så i fortiden".

## Modstand

### Rif-oprøret
Sultan Yusef regeringstid, fra 1912 til 1927, var turbulent og mærket af hyppige oprør mod Spanien og Frankrig. Den mest alvorlige af disse var en berber-opstand i Rifbjergene, ledet af Abd el-Krim, som det lykkedes at etablere en republik i Rif. Selvom dette oprør oprindeligt begyndte i det spansk-kontrollerede område i den nordlige del af landet, nåede det til den fransk-kontrollerede område, indtil en koalition af Frankrig og Spanien til sidst besejrede oprørerne i 1925. For at sikre deres egen sikkerhed, flyttedes den franske domstol fra Fez til Rabat, som tjente som hovedstad i landet lige siden.

### Nationalistiske partier
I december 1934 foreslog en lille gruppe nationalister, medlemmer af den nydannede Marokkanske Action Committee (Comité d'Action Marocaine - CAM), en plan for reformer, der opfordrede til en tilbagevenden til indirekte styre, som forudset i Fez-traktaten, ansættelse af marokkanere i offentlige stillinger og etablering af repræsentative råd. CAM anvendes en moderate taktik af for at fremme behandlingen af reformen - herunder i form af andragender, ledere i aviser og personlige appellerer til franskmændene. Nationalistiske politiske partier, der efterfølgende var opstået under den franske protektorat, baserede deres argumenter for marokkanske uafhængighed på sådanne dokumenter som Atlanterhavserlæringen under 2. verdenskrig.
Under 2. verdenskrig blev den dårligt opdelt nationalistiske bevægelse mere sammenhængende, og informerede marokkanere vovede at overveje reel mulighed for politisk forandring i efterkrigstiden. Imidlertid blev nationalisterne skuffede i deres tro på, at den allierede sejr i Marokko ville bane vejen for selvstændighed. I januar 1944 offentliggjorde Istiqlal-partiet, som efterfølgende stod for det meste af ledelsen for den nationalistiske bevægelse, et manifest krævende fuld uafhængighed, national genforening, og en demokratisk forfatning. Sultanen havde godkendt manifest før dens forelæggelse for den franske resident general som svarede, at ingen grundlæggende ændring i den protektorat status var under overvejelse.

### Sultan Mohammeds eksil
Den generelle sympati fra sultanens side over for nationalisterne var blevet åbenlys i slutningen af krigen, selv om han stadig håbede at se fuld uafhængighed opnået gradvist. Residenten derimod, støttet af franske økonomiske interesser og kraftigt bakket op af de fleste af de kolonister, nægtede at overveje selv reformer for slet ikke at tale om uafhængighed. Officiel uforsonlighed bidrog til øget fjendskab mellem nationalister og kolonisterne og gradvist udvidedes splittelsen mellem sultanen og resident general.
Mohammed V og hans familie blev overført til Madagaskar i januar 1954. Hans afløser var den upopulære Mohammed Ben Aarafa, hvis regeringstid blev opfattet som illegitim og udløste aktiv modstand mod det franske protektorat både fra nationalisternes side og fra dem, der så sultanen som en religiøs leder. I 1955 blev Ben Arafa presset til at abdicere; derefter flygtede han til Tanger, hvor han formelt abdicerede.
Senere, stillet over for et forenet marokkansk krav om sultanens tilbagevenden, indtraf i stor skala, stigende vold i Marokko, og under den forværrede situation i Algeriet vendte Mohammed V tilbage fra eksil den 16. november 1955 og erklærede sig uafhængig den 18. november 1955. I februar 1956 forhandlede han med fremgang med Frankrig til at håndhæve Marokkos uafhængighed, og i 1957 tog han titlen konge.

## Uafhængighed i 1956
I slutningen af 1955 forhandlede Mohammed V med fremgang en gradvis genoprettelse af marokkansk uafhængighed inden for rammerne af en indbyrdes fransk-marokkanske afhængighed. Sultanen accepterede at indføre reformer, som ville omdanne Marokko til et konstitutionelt monarki med en demokratisk styreform. I februar 1956 fik Marokko begrænset hjemmestyre. Yderligere forhandlinger om fuld uafhængighed kulminerede i den fransk-marokkanske aftale undertegnet i Paris den 2. marts 1956. Den 7. april samme år gav Frankrig officielt afkald sit protektorat i Marokko. Den internationaliserede by Tanger blev reintegreret med underskrivelsen af Tanger-protokollen den 29. oktober 1956. Afviklingen af det spanske protektorat og anerkendelse af marokkanske uafhængighed af Spanien blev forhandlet separat og gjort endelig i den fælles erklæring fra april 1956. Gennem disse aftaler med Spanien i 1956 og 1958, blev marokkansk kontrol over visse spanske-regerede områder genoprettet, selv om forsøg på at hævde andre spanske besiddelser gennem militær aktion var mindre vellykkede.
Under de følgende måneders uafhængighed fortsatte Mohammed V med at opbygge en moderne statslig struktur under et konstitutionelt monarki, hvor sultanen ville udøve en aktiv politisk rolle. Han handlede forsigtigt og havde ikke nogen intentioner om at tillade mere radikale elementer i den nationalistiske bevægelse at vælte den etablerede orden. Han var også opsat på at forhindre Istiqlal fra konsolidering af kontrol og etablere en etpartistat. I august 1957 Mohammed V antog titlen konge.